# Johnny Cunningham
Johnny Cunningham (Portobello (Edinburgh), 27 augustus 1957 - New York, 15 december 2003) was een Schotse folkmuzikant, violist, componist en producer. Hij was een van de oprichters van de Schotse folkband Silly Wizard, Johnny was ook medewerker aan Relativity, The Raindogs en Nightnoise. Medeoprichter van Silly Wizard is zijn broer Phil Cunningham.
Hij overleed aan een hartaanval in 2003.

## Discografie
Solo
- Thoughts from Another World (1981)
- Fair Warning (1983)
- The Soul of Christmas, A Celtic Music Celebration met Thomas Moore (1997)

Met Phil Cunningham
- Against the Storm (1980)

Met Silly Wizard
- Silly Wizard (1976)
- Caledonia's Hardy Sons (1978)
- The Best of Silly Wizard
- Hardest Sons (1978)
- Silly Wizard live in Boston part 1
- Silly Wizard live in Boston part 2
- So Many Partings (1979)
- Live In America (1985)
- Golden Golden (1985)
- A Glint Of Silver (1986)
- Live Wizardry (1993) (compilatie-album)
- Take the High Road (single)

Met Nightnoise
- Pure Nightnoise (1992)
- Shadow of Time (1993)
- White Horse Sessions (1997)

Met Celtic Fiddle Festival
- Celtic Fiddle Festival (1993)
- Celtic Fiddle Festival: Encore (1998)
- Celtic Fiddle Festival: Rendezvous (2001)

Met Susan McKeown
- Peter & Wendy (1997), ook met Seamus Egan, Karen Kandel en Jamshied Sharifi
- A Winter Talisman (2001)

Verder
- Relativity, with Relativity (1986)
- Lost Souls, with Raindogs (1990) Releases met the Celtic Fiddle Festival -  Releases &  Relativity

- International Standard Name Identifier: 0000 0000 5320 7436
- Library of Congress Control Number: nr97010217
- MusicBrainz: d01f722d-f9b4-47d3-b0e8-0217378b6664
- Nationale Bibliotheek van Tsjechië: xx0216938
- Virtual International Authority File: 46666884
- WorldCat: E39PBJwxHrRGGwGdJ4WdHpGrbd